# Rondibilis femoratus
Rondibilis femoratus là một loài bọ cánh cứng trong họ Cerambycidae.